# Mină (armă)

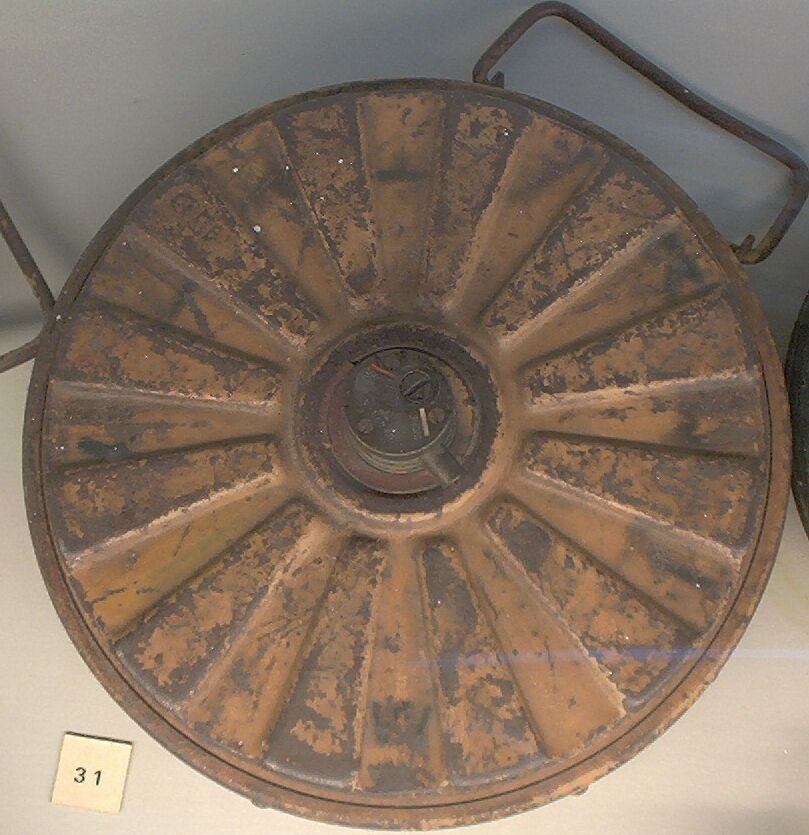
Mină terestră din Al Doilea Război Mondial

Mina este o armă explozivă care se așază pe pământ sau în pământ (mina terestră), sub apă (mina marină) etc. și care explodează la atingere sau la comandă.

## Mina terestră
Mina terestră este un tip de armă ascunsă în pământ la mică adâncime, pentru ca explozibilul să detoneze la presiunea exercitată de greutatea unei persoane sau a unui vehicul. Se compune din încărcătură explozivă și un focos.
Minele terestre se pot utiliza pentru asigurarea frontierelor în perioade de conflict sau pentru restrângerea mișcărilor inamicului pe timp de război, astfel încât trupele atacante să poată cădea într-o ambuscadă sau să fie bombardate mai ușor.
Din punct de vedere militar, minele permit ca o forță organizată să se poată înfrunta cu un inamic mai numeros.
Majoritatea țărilor din lume (144 țări) au interzis fabricarea, folosirea sau deținerea de către armatele lor a minelor antipersonal.
La 18 septembrie 1997, la Oslo, Norvegia, a fost adoptată Convenția privind interzicerea utilizării, stocării, producerii și transferului de mine antipersonal și distrugerea acestora, convenție la care a aderat și România, textul actului fiind publicat în Monitorul Oficial nr. 590/22 noiembrie 2000.. Pentru Republica Moldova, Convenția a intrat în vigoare la 29 aprilie 1997..
Unele state puternice, ca Statele Unite ale Americii, Rusia, China, Pakistanul și India  încă nu au aderat la Convenția de la Ottawa..
Pentru deminare se folosesc detectoare de metale, deoarece, de obicei, corpul minelor este de oțel. Pentru a împiedica descoperirea și dezafectarea minelor, în vara anului 1997 la uzina din Rîbnița a fost produs primul lot experimental de 100 de mine antipersonal în carcasă de lemn..

## Mina marină

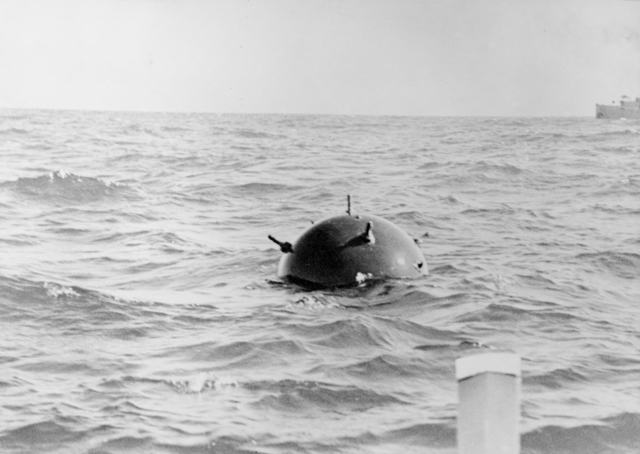
Mină marină de contact germană din al doilea război mondial

Mina marină sau subacvatică este o armă explozivă ce se așază sub apă. Mina subacvatică este folosită în operațiunile militare maritime pentru distrugerea navelor. Sunt plasate de nave puitoare de mine sau lansate din avioane. Este compusă din încărcătură explozivă, sistem de aprindere și sistem pentru ancorare sau pentru prindere de scoarța subacvatică, de corpul navelor, de cheiuri etc. Explodează la atingere sau la comandă.
Mina marină a fost cea mai eficientă armă de distrugere a submarinelor în timpul Primului Război Mondial. A jucat un rol important în timpul celui de Al Doilea Război Mondial, când au fost scufundate 1118 nave ale aliaților și 1316 nave ale Axei.
Minele marine pot fi de mai multe tipuri:
- După locul de acțiune minele marine se pot clasifica în:
  - mine în derivă sau derivante - care plutesc la suprafața apei
  - mine ancorate - aflate la o anumită înălțime față de fundul mării
  - de adâncime: care poate fi plantată sub apă, chiar și până la 1000 m adâncime
  - mine de fund - dispuse pe scoarța subacvatică

- După modul în care este declanșată explozia deosebim:
  - mine de contact - care explodează în urma șocului produs de contactul acestora cu navele de suprafață sau cu submarinele
  - mine cu antene - care explodează în momentul realizării contactului antenei cu un submarin sau cu o navă de suprafață
  - mine fără contact - care explodează în prezența câmpurilor fizice ale navelor de suprafață sau submarinelor
  - mine comandate de la distanță - la care explozia se produce numai atunci când aceasta este provocată

- După modul de influențare al detonatorului se deosebesc:
  - mine magnetice
  - mine acustice
  - mine hidrodinamice
  - mine combinate (magneto-acustice, hidro-magnetice, hidro-acustice și magneto-hidro-acustice).

- Funcție de soluțiile constructive adoptate, există:
  - mine staționare (clasice),
  - mine-torpilă,
  - mine-rachetă
  - mine-bombă.

- După mijlocul din care se lansează se deosebesc următoarele categorii de mine:
  - lansate din ambarcațiuni și nave de suprafață
  - lansate de submarine
  - lansate de aviație.

## Anumite puncte de vedere umane
Numai minele terestre au cauzat în ultimii 30 de ani moartea a ca. 1 milion de oameni, din care numai  20 % au fost combatanți iar restul de 80 % au fost persoane civile, care au căzut de multe ori ca victime după încetarea conflictului militar, dintre aceste persoane civile  25 % erau copii. In anul 2003 au fost înregistrate în lume, 8000 de persoane omorâte, sau mutilate de mine, se apreciază că cifra reală ar fi de ca. 20.000 de victime. Persoanele rămase în viață au rămas cu deficite auditive și au fost schilodiți la mâini sau picioare. ONU caută să introducă pretutindeni ca minele să fie cuprinse într-un protocol de unde să reiasă locul exact al depunerii minelor.